# Diálogos de paz entre el gobierno de Alberto Fujimori y Sendero Luminoso
Los diálogos de paz entre el gobierno de Alberto Fujimori y Sendero Luminoso fueron una serie de sesiones de diálogo y acciones políticas durante ese gobierno, especialmente entre 1993 y 1994, entre representantes del presidente, como Vladimiro Montesinos, y los miembros capturados del comité central de Sendero Luminoso liderados por Abimael Guzmán con el objetivo de llegar a un "acuerdo de paz" que pusiera fin a la época del terrorismo. Según la versión de Montesinos, tales conversaciones formaban parte de la Operación MISTI-92.[cita requerida]
Tras la captura de Guzmán, se iniciaron conversaciones entre el líder senderista y el gobierno de Fujimori. El comité central senderista en prisión tenían como objetivo lograr un "acuerdos de paz" que, a cambio de declarar el fin del conflicto, otorgara beneficios judiciales y penitenciarios a los senderistas. Esta posición de Guzmán y sus seguidores se conoce como «acuerdismo». Se cree que el objetivo real era replegar a los senderistas y reconstituir el partido. Según Vladimiro Montesinos, para el gobierno los diálogos no tenían como objetivo real tal acuerdo de paz sino lograr la renuncia a la acción armada por parte de la dirigencia de la organización subversiva y dividir a los senderistas en dos bandos enfrentados. Tras el anuncio público del "acuerdo de paz" y su difusión, los senderistas se dividieron en dos facciones: los acuerdistas y otra en contra que proclamaba la continuación de las acciones armadas (la facción Pro-Seguir). Las negociaciones se paralizaron a partir de 1995.

## Antecedentes
El 12 de septiembre de 1992, el líder de Sendero Luminoso, Abimael Guzmán, fue capturado por los agentes del GEIN en el transcurso de la Operación Victoria. La captura de Guzmán dio un duro golpe a la organización subversiva. Días después de su captura, Guzmán fue presentado con un traje a rayas ante la prensa. En dicha presentación, Guzmán, con el número 1509 en el pecho, afirmó que algunos pensaban que su captura era "la gran derrota. Hoy le decimos que solo es un recodo. ¡Nada más! ¡Un recodo en el camino...!". Las arengas lanzadas por Guzmán en su presentación tenían por objetivo "mantener la acción, la moral... elevada".

## Acontecimientos

### Las dos estrategias
El 20 de octubre de 1992, en su estadía en prisión, Guzmán solicitó al almirante Ibárcena que le dijera a Alberto Fujimori que deseaba conversar para llegar a un "acuerdo de paz". Para Guzmán, el acuerdo era un repliegue y una estrategia para pasar de la "lucha política con armas" a la "lucha política sin armas" hacia la conquista del poder ya que consideraba que era necesario negociar un "acuerdo de paz" para preservar la unidad del partido. El planteamiento del "acuerdo de paz" consideraba la realización de un II Congreso del partido y un repliegue de los senderistas, debido a las circunstancias concretas, para más adelante reiniciar la acción armada cuando las condiciones les sean favorables. 

De esta forma, se inician las conversaciones para el acuerdo. Vladimiro Montesinos se convertiría en "interlocutor académico".  A la par que Guzmán llevaba a cabo su estrategia, Montesinos ideó la Operación MISTI-92 con el objetivo manejar psicológicamente a los cabecillas senderistas capturados para que pongan fin a la violencia. Como parte de la Operación MISTI-92 se planteó los siguientes objetivos:

1. Lograr la capitulación de Abimael Guzmán Reinoso (a) “Gonzalo” y de Elena Albertina Iparraguirre Revoredo (a) “Miriam”, como máximos dirigentes de dicha red terrorista; y,
2. Lograr la división o escisión de la red terrorista Sendero Luminoso, para producir la ruptura orgánica de dicha agrupación en dos bloques antagónicos entre sí, a fin de causar un cisma ideológico, organizacional y operativo en su interior.

Como parte de la primera fase de la Operación MISTI-92 se dispuso el objetivo de ganarse la confianza de Guzmán, establecer un canal de diálogo fluido y conocer aspectos de su biografía y su personalidad. En esta perspectiva, Montesinos se reunió con Guzmán y presentó el 8 de noviembre de 1992 un informe a Alberto Fujimori donde detalló el avance de la operación.  Luego, una vez establecido el canal de diálogo y conocido los aspectos de su vida y pensamiento, se dispuso que tanto Guzmán como Iparraguirre debían aceptar de manera voluntaria y espontánea la derrota de Sendero Luminoso.
A la par, los senderistas en libertad desconocían las conversaciones para un acuerdo por parte de su líder. Los senderistas libres interpretaron sus arengas en la presentación como un llamado a continuar la "guerra popular". Los aparatos de propaganda de Sendero Luminoso proclamaron que "¡El Pensamiento Gonzalo está libre!".

En febrero de 1993, Guzmán propuso la amnistía general a cambio de la autodisolución de sus destacamentos armados. En medio de las conversaciones se planteó la posibilidad de la salida del país de Guzmán a cambio de su rendición. En junio, Montesinos le pidió a Guzmán que escribiera una carta halagando la estrategia antisubversiva de Alberto Fujimori. Pero la carta no fue leída el 28 de julio, día del mensaje a la nación, ya que Fujimori puso como condición de que se dirigiera a él como presidente de la república. En un comunicado dirigido a sus simpatizantes senderistas (que no se difundió inicialmente) fechado el 22 de septiembre de 1993, Guzmán manifestó que:
... es precisamente en la dirección donde el Partido ha recibido el más duro golpe [...] en esencia, la guerra popular es cuestión de dirección política. La cuestión de dirección es decisiva y ella en nuestro caso no podrá ser resuelta en buen tiempo. En consecuencia, los hechos muestran que la perspectiva de la guerra popular no sería el desarrollo sino simplemente su mantenimiento. 
Por lo anteriormente dicho, en las actuales circunstancias al Partido, y principalmente a su dirección, se le presenta hoy una nueva y gran decisión; y como ayer bregamos por iniciar la guerra popular, hoy con una nueva e igual firmeza y resolución debemos luchar por un Acuerdo de Paz, como necesidad histórica insoslayable, el cual demanda con igual necesidad suspender las acciones de la guerra popular, salvo de las de defensa, con el correlato de que el Estado suspenderá las suyas...

Llamamos a todos los camaradas del Partido, en especial a sus cuadros y dirigentes, a los combatientes y masas que bregan cercanamente a nosotros y principalmente a la izquierda del Partido, a enarbolar y aplicar la Nueva Decisión justa y correcta, pues corresponde a la posición del proletariado y a la interés de la clase y el pueblo.

Entre septiembre de 1993 y enero de 1994, los agentes del Servicio de Inteligencia Nacional trasladaron a diversos dirigentes desde el penal de Yanamayo hacia Guzmán para que les convenciera de asumir los acuerdos. El 1 de octubre de 1993, una carta  de Guzmán fue leída por Fujimori ante la asamblea de la ONU. Fujimori diría:
He recibido hace poco de Abimael Guzmán, jefe de Sendero, desde su prisión una reveladora comunicación donde me hace conocer su pedido, entre comillas, de un "acuerdo de paz". Repito, Abimael Guzmán Reynoso pidiéndole al jefe de Estado peruano conversaciones para un acuerdo de paz.
Con la presentación de la carta, el primer objetivo de la Operación MISTI-92 fue completada, por lo que se procedió a la segunda fase. El 8 de octubre, Guzmán aparecería en un video leyendo una carta donde reconocía su derrota y anunciaba el fin de la "guerra popular". Posteriormente, Guzmán en un comunicado manifestaría que: 
Fujimori leyó la primera carta en la ONU el 1º de octubre del 93 dando una rotunda y directa negativa [al acuerdo de paz], la segunda la difundió en el Perú comentándola a su favor en burda manipulación, lo que en vez de coadyuvar a que los camaradas afuera analizaran, pensaran en «montaje» y se opusieran. Además tampoco permitieron se fundamentara públicamente nuestra propuesta tal como acordáramos.
La segunda fase de la Operación MISTI-92 fue puesta en marcha, logrando la división de los senderistas en dos bandos: la facción del acuerdo y la facción de Pro-Seguir (afín a seguir la acción armada). En el marco de la segunda fase y en vistas de agudizar la "lucha de dos líneas", Montesinos hizo que Osmán Morote Barrionuevo, María Guadalupe Pantoja Sánchez, Martha Huatay Ruiz y Rosa Angélica Salas La Cruz (líderes senderistas), leyeran, de forma voluntaria y tras aceptar la línea de Guzmán, un comunicado que fue grabado y difundido a la prensa el 29 de octubre de 1993. En dicho comunicado, los líderes senderistas manifestaban que:
Como militantes del Partido Comunista del Perú, con muy alta sujeción a la Jefatura y a la Dirección Central, con cabal conciencia y pleno convencimiento de su insoslayable necesidad histórica, apoyamos las cartas del Presidente Gonzalo y la camarada Miriam dirigidas al Señor Presidente de la República, ingeniero Alberto Fujimori Fujimori, solicitándole conversaciones para llegar a un Acuerdo de Paz, cuya aplicación conduzca a concluir la guerra que por ya más de trece años vive el país, petición que hacemos nuestra y reiteramos... alertamos y llamamos a la militancia a tener muy alta vigilancia, contra toda acción desesperada, aventurera, o de provocación de terceros (…) previniendo al máximo tales actos y denunciándolos rotunda e inmediatamente.
Se llevaron campañas de entregas de volantes con la frase "¡Gonzalo se rindió, entrégate!", además de sucesivos llamados de Fujimori al arrepentimiento y la rendición de senderistas.

### División en dos facciones
La revelación de los "acuerdos de paz" dividió a los senderistas en dos facciones: los "acuerdistas" o "Línea Oportunista de Derecha (LOD)" (que acataron el llamado a los acuerdos) y la facción de Pro-Seguir o "Línea liquidacionista de Izquierda" (que llamaron a seguir continuando las acciones armadas). Óscar Ramírez Durand, alias "Camarada Feliciano", se convirtió en el máximo representante de la facción Pro-Seguir y dio origen a Sendero Rojo (que fue desarticulado en 1999 con su captura en la Operación Cerco 99 y de cuyos remanentes surgiría el Militarizado Partido Comunista del Perú (MPCP) bajo el mando de Víctor Quispe Palomino, "Camarada José". Paralelamente al MPCP surgieron otros grupos remanentes como el Comité Base Mantaro Rojo y la Facción del Huallaga).

### Suspensión de conversaciones
Montesinos suspendió las conversaciones a fines de 1993, paralelamente al momento que Guzmán pretendía reiniciar las conversaciones, mientras Fujimori anunció la lucha contra las facciones disidentes. En 1994, no se dieron conversaciones.

### Debilitando a la facción pro-seguir
En 1995, Montesinos reactivó las conversaciones para "quebrar" a Margie Clavo Peralta, alias "Camarada Nancy", una de las líderes más importantes de la facción Pro-Seguir, y otros dos dirigentes detenidos. Se ideó la Operación Deslinde 95 con el objetivo de   "producir un cisma ideológico al interior de la línea divisionista para aislar a 'Feliciano' y debilitar al grupo 'Proseguir' en la continuación de la lucha armada". Guzmán, queriendo reactivar las conversaciones y lograr posicionarse dentro de la dirigencia de Sendero Luminoso, propuso que Clavo saliera públicamente a "autocriticarse". También propuso salir a dar un mensaje público. Montesinos dispuso que se diera la primera propuesta. Para tal fin, Clavo salió entrevistada junto a los dos dirigentes en televisión manifestando su oposición a continuar la guerra. Tras esto, por su parte, Guzmán consideró que la autocrítica de la "Camarada Nancy" era el comienzo del "sellamiento de la unidad del partido".
Montesinos puso fin a la Operación MISTI-92 en octubre de 1995 tras considerar que se había consolidado la división de Sendero Luminoso en "dos bloques antagónicos". Por su parte, el Comité Central de Sendero Luminoso tipificó al régimen de Fujimori como fascista en un comunicado lanzado en 1996.
Entre 1995 y 1999 se entró en un período que los senderistas denominaron como "interregno". En dicho período, no se produjeron conversaciones ni acercamientos. Para 1998, Montesinos organizó una reunión en donde dio por concluida las conversaciones.

### Operaciones Solitario, Cerco 99 y Dúo-99
Con la división de los senderistas en bandos enfrentados, se puso en marcha el “Plan de Inteligencia y Contrainteligencia contra el Terrorismo (POICT) Nº 003”, conocido como Operación Solitario, para ubicar (y posteriormente capturar) a Óscar Ramírez Durand, líder de la facción de Pro-Seguir, del cual se sabía se desplazaba por entre los departamentos de Ayacucho y Junín. Al ser capturado Ramírez Durand, Montesinos comunicó tal acción a Guzmán e Iparraguirre aunque a la solicitud de verlo Montesinos respondió que él primero iba a hablar con él. Tras la captura de Ramírez Durand en la Operación Cerco 99, se puso en marcha la Operación Dúo-99 para capturar a Víctor Quispe Palomino, alias "Camarada José", y Orlando Borda Casafranca, alias "Camarada Alipio", pero la caída del régimen fujimorista en noviembre del 2000 impidió el logro del objetivo.

### Finalización de los Acuerdos de Paz y nueva estrategia
Tras la captura del "Camarada Feliciano", en noviembre de 1999, Guzmán dispuso que los "acuerdos de paz" era una ruta inviable por lo que decidió una nueva estrategia. En noviembre del 2000, la facción de lo "acuerdistas" se reunió en la Base Naval del Callao donde se hizo un balance de los "acuerdos de paz" concluyendo que había cumplido su finalidad. Debido a la nueva situación política, se puso en marcha la estrategia de la "Solución política a los problemas derivados de la guerra popular".
Por su lado, Robert Huaynalaya, vinculado a la facción Pro-Seguir, formaría el CONARE-SUTEP en el año 2003.